# تپه آسیاب کهنه
تپه آسیاب کهنه در شرق شهرستان بوکان، ساری قامیش واقع شده و این اثر در تاریخ ۱۶ دی ۱۳۴۶ با شمارهٔ ثبت ۵۶۵ به‌عنوان یکی از آثار ملی ایران به ثبت رسیده است.